# Hannah Montana: The Movie

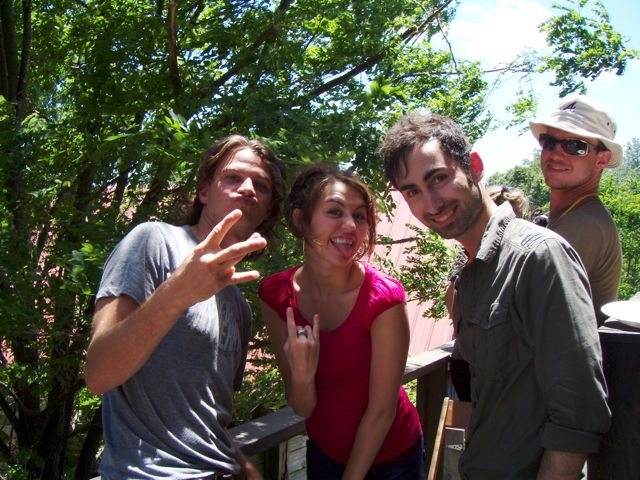
Miley Cyrus & crew op de set van Hannah Montana The movie

Hannah Montana: The Movie is een Amerikaanse komische familiefilm, gebaseerd op de Disney-figuur Hannah Montana. De film is gebaseerd op de serie, die handelt over Hannah Montana die in het echte leven Miley Stewart is. De film ging 8 juli 2009 in première. De film is geregisseerd door Peter Chelsom. Hoofdrollen worden vertolkt door Miley Cyrus, Emily Osment, Mitchel Musso, Jason Earles, Moisés Arias, Lucas Till, Vanessa L. Williams, Margo Martindale en Billy Ray Cyrus. In Nederland en Vlaanderen is de film verschenen in zowel de originele versie met ondertiteling als ook in een Nederlands nagesynchroniseerde versie.

## Verhaal
Wanneer Miley het verjaardagsfeestje van Lilly verknalt door als Hannah te komen, beslist haar vader dat het misschien beter is om even afstand te doen van Hannah Montana. Zonder dat Miley het weet neemt hij haar mee terug naar Crowley Corners, Tennessee waar ze als kind opgegroeide, om haar oma's verjaardag te vieren.
Als ze de auto uitstapt en langs de weg blijft zitten (als Hannah) trekt er opeens een groot wit paard haar pruik af ze probeert deze krampachtig terug te krijgen (uiteindelijk lukt dat ook wel) maar beseft niet dat het haar eigen paard is: Blue Jeans. Dan ontmoet ze Travis, die vroeger bij haar op school zat. Het klikt meteen. Miley beseft dat ze Crowley Corners in Tennessee meer heeft gemist, dan dat ze wilde toegeven. En langzamerhand begint Miley zich weer thuis te voelen. Maar niemand daar kent haar beroemde dubbelleven, ook niet Travis. Toch blijft de irritante Oswald, de journalist van het magazine "Bon Chic Magazine", de sporen van Hannah Montana volgen. En doet er alles aan om een geheim te ontdekken dat Hannahs toekomst kan verwoesten. Wanneer er bij de "Funraise", de man binnenkomt die Crowley Corners wil ombouwen in een stadscentrum, zegt Travis dat Miley Hannah Montana kent. (Dat had ze immers verteld toen ze hem weer voor de eerste keer terugzag.) De aanwezigen vragen of Miley Hannah niet kan bellen om misschien een concert te geven om Crowley Corners te redden. Miley stemt hier vervolgens mee in, en "Hannah" komt (zogezegd) naar Crowley Corners. Maar alles loopt fout wanneer ze zowel een etentje met de burgemeester als het etentje met Travis heeft. Miley is ten einde raad, maar ze beslist om toch het concert te geven.
Op het concert echter start ze met zingen, maar wanneer ze Travis ziet, herinnert ze zich de leugen die ze voor iedereen voorhoudt. Ze geeft haar geheim prijs, en zingt het lied dat haar verblijf in Tennessee verwoordt, The Climb. Na het lied wil Miley ermee stoppen, maar het publiek belooft haar dat ze het niet verder zullen vertellen. Maar dan staat Oswald daar, en hij neemt een foto van Miley, terwijl ze haar pruik opzet. Oswald besluit achteraf, nadat zijn dochters arriveerden, om het geheim toch te bewaren. Miley kan verdergaan met Hannah Montana, en krijgt zelfs haar eerste kus! Het verhaal eindigt met het liedje "You'll always find your way back home", en het beeld wordt uit gezoomd zodat de hele kermis, waar Miley het concert gaf, te zien is.
Na de film in de serie komt Blue Jeans ook nog een paar keer voor en er is een extra film gemaakt over het kiezen tussen Blue Jeans en Hollywood.

## Rolverdeling
- Miley Cyrus: Miley Stewart/Hannah Montana
- Billy Ray Cyrus: Robby Ray Stewart
- Emily Osment: Lilly Truscott
- Jason Earles: Jackson Stewart
- Mitchel Musso: Oliver Oken
- Moisés Arias: Rico
- Lucas Till: Travis Brody
- Vanessa Lynn Williams: Vita
- Margo Martindale: Ruby
- Melora Hardin: Lorelei
- Barry Bostwick: Mr. Bradley
- Peter Gunn: Oswald Granger
- Tyra Banks: Zichzelf

## Achtergrond

### Productie
Billy Ray Cyrus en Miley Cyrus maakten tijdens een bezoek aan de première van Harry Potter and the Order of the Phoenix bekend bezig te zijn met een film over de serie Hannah Montana. Ze waren van plan er een speelfilm van te maken in plaats van een televisiefilm. Omdat het scenario toen nog in ontwikkeling was, kon Cyrus een hoop ideeën die zij in gedachten had voor de film bespreken met de pers. Op MTV deelde Billy Ray Cyrus details over het scenario.
De opnamen voor Hannah Montana: The Movie begonnen in april 2008. Op 3 juni 2008 meldde E! Online dat er een ongeluk was gebeurd op de set; een grote windvlaag had een projectiescherm tegen een reuzenrad vol passagiers, die als figuranten in de film speelden, geblazen. Er raakte niemand zwaargewond.
De opnamen voor de film vonden plaats in Los Angeles, Colombia en Nashville. Er werden ook een paar scènes opgenomen in de Cool Springs Galleria Mall en Smiley Hollow in Ridgetop. In juli 2008 werd de productie afgerond.

### Muziek
Walt Disney Records bracht het muziekalbum voor de film uit op 24 maart 2009. Het album omvat nummers van Miley Cyrus, Hannah Montana, Billy Ray Cyrus, Rascal Flatts, Taylor Swift en Steve Rushton. De muziek zou eigenlijk gecomponeerd worden door Alan Silvestri. Hij schreef samen met Glen Ballard het lied "Butterfly Fly Away", welke in de film is te horen, maar moest daarna het project verlaten vanwege zijn werk aan G.I. Joe: The Rise of Cobra. John Debney nam het stokje van hem over. Hij componeerde de rest van de muziek en nam dit op met Hollywood Studio Symphony.
Het album omvat de volgende nummers:
| Nr. | Titel                                      | Artiest(en)                    | Schrijver(s)                                                                                                  | Duur |
| --- | ------------------------------------------ | ------------------------------ | --- | ---- |
| 1   | "You'll Always Find Your Way Back Home"    | Hannah Montana                 | Taylor Swift en Martin Johnson                                                                                | 3:45 |
| 2   | "Let's Get Crazy"                          | Hannah Montana                 | Colleen Fitzpatrick, Michael Kotch, Dave Derby, Michael "Smidi" Smith, Stefanie Ridel, Mim Nervo en Liv Nervo | 2:37 |
| 3   | "The Good Life"                            | Hannah Montana                 | Matthew Gerrard en Bridget Benenate                                                                           | 2:59 |
| 4   | "Everything I Want"                        | Steve Rushton                  | Steve Rushton                                                                                                 | 3:53 |
| 5   | "Don't Walk Away"                          | Miley Cyrus                    | Miley Cyrus, John Shanks en Hillary Lindsey                                                                   | 2:48 |
| 6   | "Hoedown Throwdown"                        | Miley Cyrus                    | Adam Anders en Nikki Hassman                                                                                  | 3:02 |
| 7   | "Dream"                                    | Miley Cyrus                    | John Shanks en Kara DioGuardi                                                                                 | 3:23 |
| 8   | "The Climb"                                | Miley Cyrus                    | Jessi Alexander en Jon Mabe                                                                                   | 3:57 |
| 9   | "Butterfly Fly Away"                       | Miley Cyrus en Billy Ray Cyrus | Glen Ballard en Alan Silvestri                                                                                | 3:10 |
| 10  | "Backwards" (Akoestiek)                    | Rascal Flatts                  | Marcel en Tony Mullins                                                                                        | 3:25 |
| 11  | "Back to Tennessee"                        | Billy Ray Cyrus                | Billy Ray Cyrus, Tamara Dunn en Matthew Wilder                                                                | 4:17 |
| 12  | "Crazier"                                  | Taylor Swift                   | Taylor Swift en Robert Ellis Orrall                                                                           | 3:13 |
| 13  | "Bless the Broken Road" (Acoustic)         | Rascal Flatts                  | Bobby Boyd, Jeff Hanna en Marcus Hummon                                                                       | 3:55 |
| 14  | "Let's Do This"                            | Hannah Montana                 | Derek George, Tim Owens, Adam Tefteller en Ali Theodore                                                       | 3:32 |
| 15  | "Spotlight"                                | Hannah Montana                 | Scott Cutler en Anne Preven                                                                                   | 3:07 |
| 16  | "Game Over"                                | Steve Rushton                  | Steve Rushton, Antony Westgate en Nigel Clark                                                                 | 3:53 |
| 17  | "What's Not to Like"                       | Hannah Montana                 | Matthew Gerrard en Robbie Nevil                                                                               | 3:14 |
| 18  | "The Best of Both Worlds (2009 Movie Mix)" | Hannah Montana                 | Matthew Gerrard en Robbie Nevil                                                                               | 3:07 |

### Reclamecampagne
Op 15 januari 2009 werd de officiële trailer uitgebracht, samen met de filmaffiche. Korte fragmenten van de film werden in december 2008 vertoond op Disney Channel.
Op 16 februari 2009 toonde Disney Channel een vooruitblik op de film. Cyrus promootte de film zelf ook door onder andere het lied "The Climb" in verschillende tv-programma's te zingen, waaronder The Tonight Show, Good Morning America, The Tyra Banks Show, en Rachael Ray. Ze zong het lied tevens in American Idol op 16 april 2009.
Een videospel gebaseerde op de film werd op 7 april 2009 uitgebracht.

### Uitgave en ontvangst
De film kreeg in december 2008 een G-rating van de Motion Picture Association of America. De première vond plaats op 2 april 2009 in Los Angeles, De Britse première vond plaats in Londen op 23 april 2009.
Op de eerste dag bracht de film $17.436.095 op in 3118 bioscopen. Daarmee bereikte de film de eerste plaats in de verkoop. Na het eerste weekeinde zakte de film echter naar de derde plek. In totaal bracht de film wereldwijd $155.545.279 op, tegen een budget van 35 miljoen dollar.
Reacties van critici waren matig. Op Rotten Tomatoes gaf 44% van de recensenten de film een goede beoordeling. Entertainment Weekly prees de film om de achterliggende boodschap dat het niet makkelijk is beroemd te zijn. Peter Hartlaub van San Francisco Chronicle gaf de film tevens een goede beoordeling, maar wel met de kanttekening dat vooral kinderen de film zouden waarderen.

## Prijzen en nominaties
| Jaar                   | Categorie                         | Genomineerden                           | Resultaat   |
| ---------------------- | --------------------------------- | --------------------------------------- | ----------- |
| 2009                   | Best Song from a Movie            | Miley Cyrus (voor "The Climb")          | Gewonnen    |
| 2009                   | Breakthrough Performance Female   | Miley Cyrus                             | Gewonnen    |
| Teen Choice Awards     |                                   |                                         |             |
| 2009                   | Choice Music: Single              | Miley Cyrus (voor "The Climb")          | Gewonnen    |
| 2009                   | Choice Movie Actress: Music/Dance | Miley Cyrus                             | Gewonnen    |
| 2009                   | Choice Hissy Fit                  | Miley Cyrus                             | Gewonnen    |
| 2009                   | Choice Movie Actor: Music/Dance   | Jason Earles                            | Gewonnen    |
| 2009                   | Choice Movie Fresh Face Female    | Emily Osment                            | Gewonnen    |
| 2009                   | Choice Movie Liplock              | Miley Cyrus en Lucas Till               | Gewonnen    |
| 2009                   | Choice Movie: Music/Dance         | Movie                                   | Gewonnen    |
| 2009                   | Choice Music Album: Soundtrack    | Movie                                   | Gewonnen    |
| American Music Awards  |                                   |                                         |             |
| 2009                   | Favoriete Soundtrack              | Soundtrack                              | Gewonnen    |
| People's Choice Awards |                                   |                                         |             |
| 2010                   | Favoriete Breakout Movie Actress  | Miley Cyrus                             | Gewonnen    |
| Kids' Choice Awards    |                                   |                                         |             |
| 2010                   | Favorite Movie Actress            | Miley Cyrus                             | Gewonnen    |
| 2010                   | Creative Arts Emmy                | Best Television Movie Shown In Theaters | Gewonnen    |
| Gouden Framboos        |                                   |                                         |             |
| 2010                   | Slechtste actrice                 | Miley Cyrus                             | Genomineerd |
| 2010                   | Slechtste mannelijke bijrol       | Billy Ray Cyrus                         | Gewonnen    |